# Consiglio legislativo del Nuovo Galles del Sud
Il Consiglio legislativo del Nuovo Galles del Sud è la camera alta del Parlamento del Nuovo Galles del Sud. Esso si riunisce, insieme all’Assemblea legislativa, nel Palazzo del Parlamento a Sydney.
Essa è composta da 42 membri, eletti per un mandato di otto anni. Ogni quadriennio è rinnovata per metà.

## Storia
L'attuale Consiglio legislativo è stato creato, insieme all’Assemblea legislativa, dalla Costituzione del Nuovo Galles del Sud, al tempo una colonia autonoma dell’Impero britannico, nel 1856, trasformandosi in legislatura statale con l’avvento della Federazione nel 1901.
Tecnicamente, già dal 25 agosto 1824 esisteva un “Consiglio legislativo” con funzioni di tipo consultivo, ma la sua rilevanza ed il suo status giuridico erano decisamente di minore portata ed impatto rispetto alla camera moderna.

## Competenze
Il Consiglio, in quanto camera meno incisiva delle due secondo un’impostazione di camera alta ripresa dal Senato federale, è strutturato come una “camera di revisione”. Idealmente, partecipa in modo quasi paritario al processo legislativo e può imporsi contro un disegno di legge, proponendo emendamenti, ma non esprime la fiducia parlamentare verso il governo. Deriva il proprio potere legislativo su tutte le materie non attribuite alla Federazione, a differenza dei Territori, da un potere sovrano statale preesistente e riconosciuto dalla Costituzione nazionale, non delegato dal Governo federale.